# 기명주식
기명주식(독일어: Namensaktie)이란 주주의 이름이 주주명부와 주권(株券)에 공시되고 있는 주식을 말한다. 즉 주주명부상의 주주가 회사에 대한 관계에 있어서 주주로 인정되어 권리의 행사를 위하여 주권을 제시할 필요가 없는 주식이다. 회사가 기명주식을 발행한 때에는 주주명부에 의하여 주주로서의 권리행사자를 명확하게 알 수 있고, 주주에게 통지와 최고를 함에 있어서도 편리하며, 또한 주주의 구성관계 및 이동상황을 파악할 수 있어서 주주총회의 경우에 결의의 성립을 위한 위임장의 수집이 용이하고, 주주로서도 소수주주권 등의 행사에 있어서 공동행위를 하는 데 편리하다.

## 같이 보기
- 주식
- 무기명주식

## 참고 문헌
- 이기수,최병규, 상법총칙·상행위법 제6판, 박영사.